# سید احمد آوایی
سید احمد آوایی (زادهٔ ۱۳۳۰ دزفول) نظامی بازنشسته و سیاست‌مدار ایرانی است که در مجلس یازدهم به‌عنوان نماینده دزفول از استان خوزستان در مجلس حضور داشت. وی پیش‌تر در دوره‌های هفتم و هشتم نیز نماینده دزفول بوده‌است. سید علیرضا آوایی؛ وزیر دادگستری دولت دوازدهم، برادر اوست.

## زندگی‌نامه
سید احمد آوائی در سال ۱۳۳۰ در دزفول زاده شد. وی فعالیت سیاسی خود بر علیه رژیم پهلوی را از اوایل دهه ۱۳۵۰ با عضویت در گروه منصورون آغاز نمود و در اواسط دهه ۱۳۵۰ توسط ساواک دستگیر شد و ۳ سال را در زندان اهواز سپری نمود. پس از وقوع انقلاب و تاسیس سپاه پاسداران، به عضویت این نهاد درآمد. وی از بنیانگذاران سپاه دزفول بود و در طول جنگ ایران و عراق نیز از اعضای این نهاد محسوب می‌شد.

## سوابق اجرایی
آوایی نماینده دزفول در یازدهمین دوره مجلس شورای اسلامی است که توانست با حدود ۱۰۰ هزار رای، پیروز این انتخابات شود.شمار آرا وی از سایر نمایندگان خوزستان بیشتر بود. پیشتر در دوره‌های نهم و دهم مجلس رد صلاحیت شده بود. علاوه بر دو دوره نمایندگی مردم دزفول در مجلس ایران، معاونت پارلمانی دبیر شورای امنیت ملی، معاونت وزارت صنعت، معدن و تجارت، قائم مقامی بنیاد تعاون کل کشور، کارداری و مستشاری ایران در سوریه از مسئولیت‌های دیگر سیاسی آوایی تاکنون بوده‌است.
سید احمد آوایی از مؤسسین حزب‌الله لبنان و مؤسس سپاه دزفول نیز بوده‌است. همچنین وی بعنوان یکی از مبارزین انقلابی در مبارزات علیه شاهنشاهی پهلوی حضور داشته و در این دوره، در حدود ۳ سال را در زندان اهواز به سر برده است. در لبنان نیز آوایی از همرزمان چمران در مبارزات چریکی بوده‌است.

## سوریه

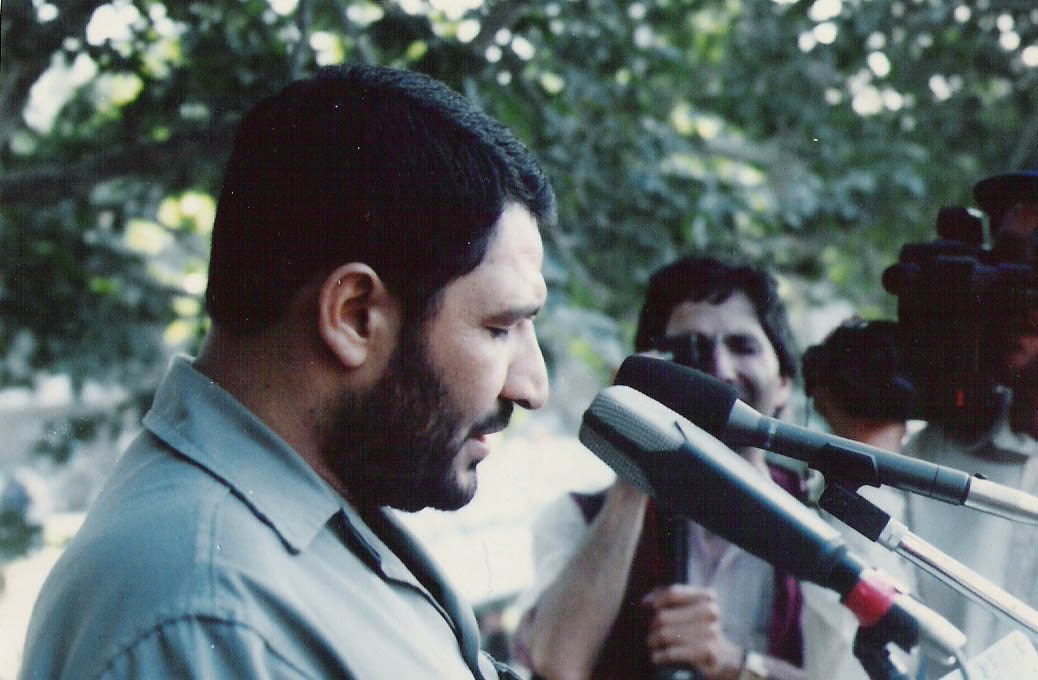
سید احمد آوایی

آوایی از سال ۱۳۷۰ تا ۱۳۷۵ به‌عنوان دیپلمات در سوریه بود. در سال ۱۳۷۰ با توجه به نقش سوریه و لبنان در سیاست خارجی جمهوری اسلامی، آوایی از سوی وزارت امور خارجه به عنوان وابسته نظامی ایران، به دولت سوریه معرفی شد و در این سالها، مأموریتی ۵ ساله را به پایان رساند.

## بنیاد تعاون کشور

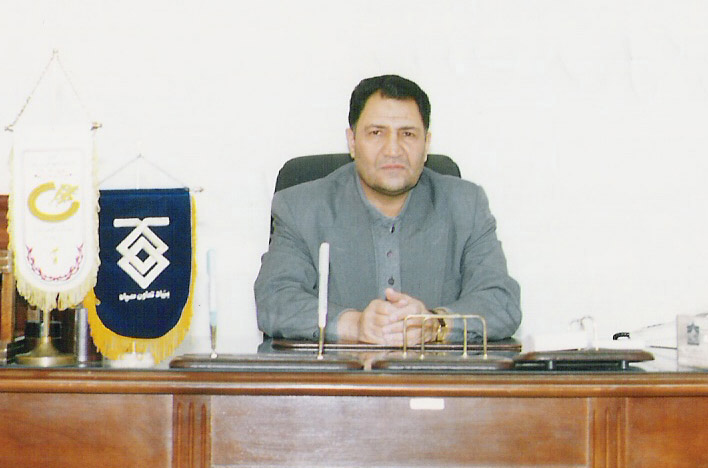
سید احمد آوایی در بنیاد تعاون کشور

آوائی پس از اتمام ماموریت دیپلماتیک در سوریه از سال ۱۳۷۵ تا ۱۳۸۲ قائم‌مقام رئیس بنیاد تعاون کشور بود.

## مجلس شورای اسلامی
آوایی ۳ دوره بعنوان نماینده دزفول در مجلس شورای اسلامی حضور داشته است. دو دوره متوالی هفتم و هشتم، وی بعنوان نماینده دزفول در مجلس حضور داشت، که در نهمین دوره انتخابات مجلس شورای اسلامی توسط شورای نگهبان رد صلاحیت شد و از سومین حضور خود در مجلس شورای اسلامی بازماند. وی مجدد در دهمین دوره انتخابات مجلس نیز شرکت کرد، که مجدد توسط شورای نگهبان رد صلاحیت شد و در نهایت در یازدهمین دوره مجلس، تأیید صلاحید شد و توانست در این انتخابات با ۱۰۰ هزار رای، برای سومین بار نماینده دزفول شود.

## کتاب خاطرات
کتاب خاطرات سید احمد آوایی، از دوران مبارزاتی وی، پیش از وقوع انقلاب، تا حضور در سوریه، لبنان و جنگ ایران و عراق، توسط مریم شادمحمدی گردآوری و توسط انتشارات مرکز اسناد انقلاب اسلامی، در سال ۱۳۸۷ منتشر شده است.